# Qala
Qala (officiële naam Il-Qala) is een plaats en gemeente op het Maltese eiland Gozo met een inwoneraantal van 1609 (november 2005).
De plaats ligt vlak bij Ħondoq ir-Rummien, een kustlijn met oude zoutpannen. Deze zoutpannen worden tegenwoordig niet meer gebruikt, behalve enkele kleinere voor toeristische doeleinden. Ook bevinden zich er enkele grotten die populair zijn onder snorkelaars.
Op 7 september 1984 vond bij Qala de C23-ramp plaats met 7 doden en 1 gewonde.
De beschermheilige van Qala is Jozef van Nazareth. De jaarlijkse festa die ter ere van hem wordt gevierd, vindt plaats op de eerste zondag van augustus.

## Geboren
- Anton Buttiġieġ (1912-1983), president van Malta (1976-1981)
- Mario Grech (1957), bisschop en kardinaal